# Aïcha Fofana
Ne doit pas être confondu avec Aicha Kindia.
Pour les articles homonymes, voir Fofana.
Aïcha Fofana, née en 1957 et morte le 16 août 2003, est une romancière, auteur de théâtre et traductrice malienne, de langue française. Elle a publié en 1994 le premier roman écrit par une femme au Mali : Mariage, on copie,. Militante des droits des femmes, ses écrits veulent améliorer la condition sociale des femmes au Mali

## Biographie
Née à Bamako en 1957, Aïcha Aminata Laïla Fofana est la fille de Bénitiéni Fofana (1928-1991), médecin, qui a été ministre de la Santé du Mali de 1968 à 1973. Après l'école primaire à Bamako puis à Bordeaux en France, elle fréquente le lycée Notre Dame Du Niger à Bamako. Elle poursuit des études de langues, d'abord à la Sorbonne, puis à l'Université de Mannheim en Allemagne, et à Oxford. Elle maîtrise le français, l'allemand et l'anglais, et travaille comme traductrice et interprète.
Son premier roman Mariage, on copie raconte l'histoire de quatre femmes maliennes, aux problèmes différents en raison de leurs origines ethniques diverses et de leur condition sociale. En décrivant la façon dont ces femmes cherchent à résoudre leurs problèmes conjugaux, le roman s'attache à démontrer que la société malienne est en mouvement dans la bonne direction. Son deuxième roman La fourmilière a été publié à titre posthume en 2006 ; il fait ressortir les difficultés de la société malienne à travers la vie d'une famille : son titre est inspiré par les structures sociales qui peuvent être comparées à ceux d'une colonie de fourmis.
Frustrée par le temps pris pour publier des livres, Fofana se tourne vers le théâtre qui lui paraît un vecteur de communication plus rapide. En avril 1997, sa première pièce Excellence on fait le ménage est jouée au Centre Culturel de Bamako dans une mise en scène de Victoria Diawara ; en raison de sa critique de la corruption politique, elle provoque une polémique. Sa seconde pièce, L'Africaine de Paris n ° 2, jouée l'année suivante, raconte l'histoire d'un Malien qui vient de se marier, et est confrontée à sa première femme, une Africaine qu'il a épousée à Paris et qui vient le réclamer comme son mari, bouleversant l'environnement familial.
Aïcha Fofana a été en 1998 l'un des membres fondateurs de l'Association malienne des droits de l'homme. Ses écrits sont souvent centrés sur l'amélioration des conditions sociales pour les femmes africaines.
Aïcha Fofana est décédée subitement à Bamako, le 16 août 2003.

## Œuvres
Romans
- Mariage, on copie, Bamako, Éditions Jamana, 1994, 88 p. (ISBN 2-910454-04-5, lire en ligne)
- La fourmilière : roman, Bamako, Editions "La Ruche à livres"/Librairie Traoré, 2006, 166 p. (ISBN 978-99952-5-006-5, lire en ligne)

Pièces de théâtre
- Excellence on fait le ménage, University of Western Australia, 1997 (lire en ligne)
- L'Africaine de Paris no 2, University of Western Australia, 1998 (lire en ligne)